# Kaznějov
Kaznějov (en allemand : Gaßnau, précédemment : Kaznau) est une ville du district de Plzeň-Nord, dans la région de Plzeň, en République tchèque. Sa population s'élevait à 3 016 habitants en 2022.

## Géographie
Kaznějov se trouve à 18 km au nord du centre de Plzeň et à 79 km à l'ouest-sud-ouest de Prague.
La commune est limitée par Plasy et Rybnice au nord, par Obora à l'est, par Hromnice et Horní Bříza au sud, et par Krašovice et Mrtník à l'ouest.

## Histoire
La première mention écrite de la localité date de 1144.

## Galerie

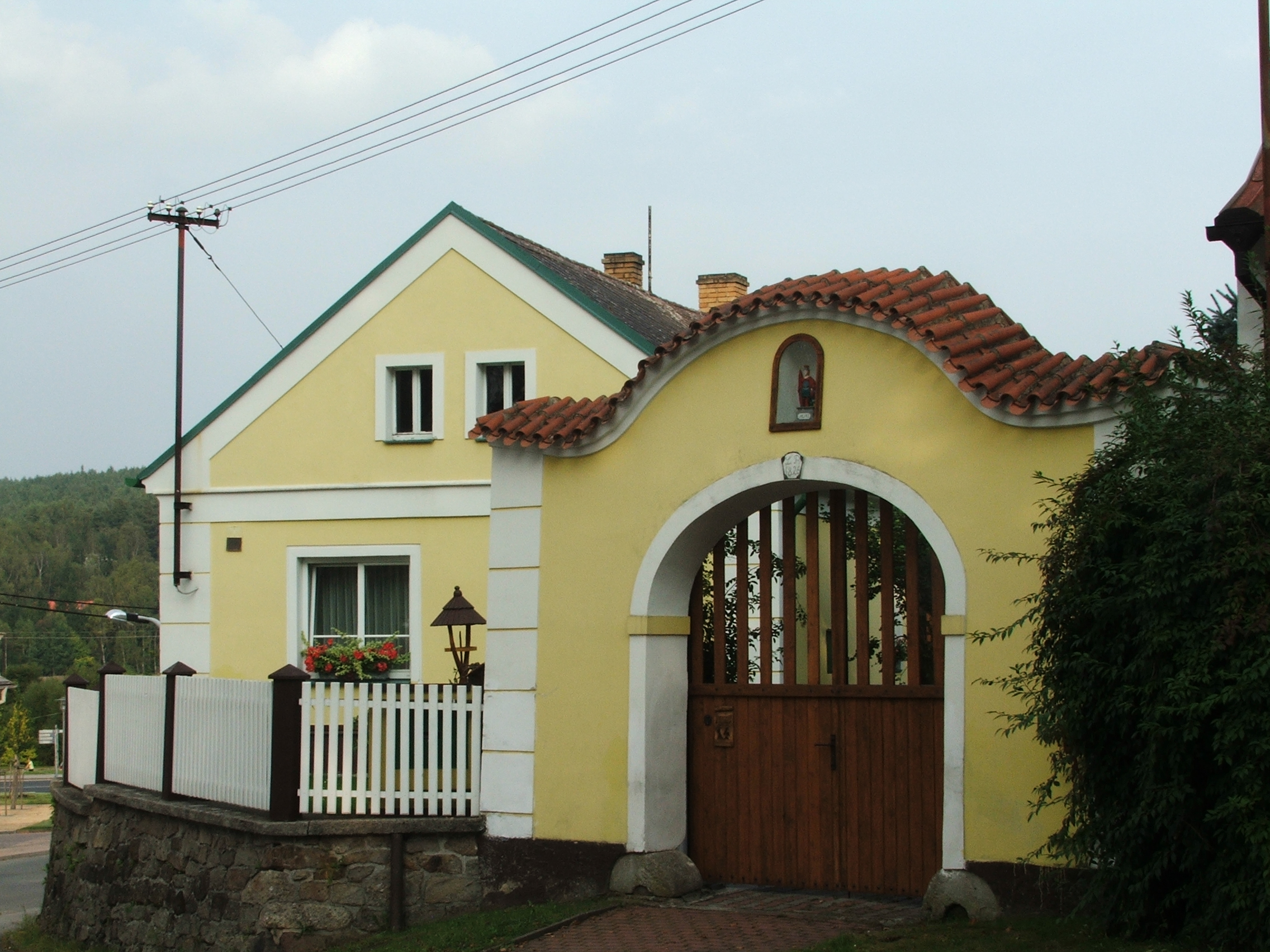
Maison à Kaznějov.
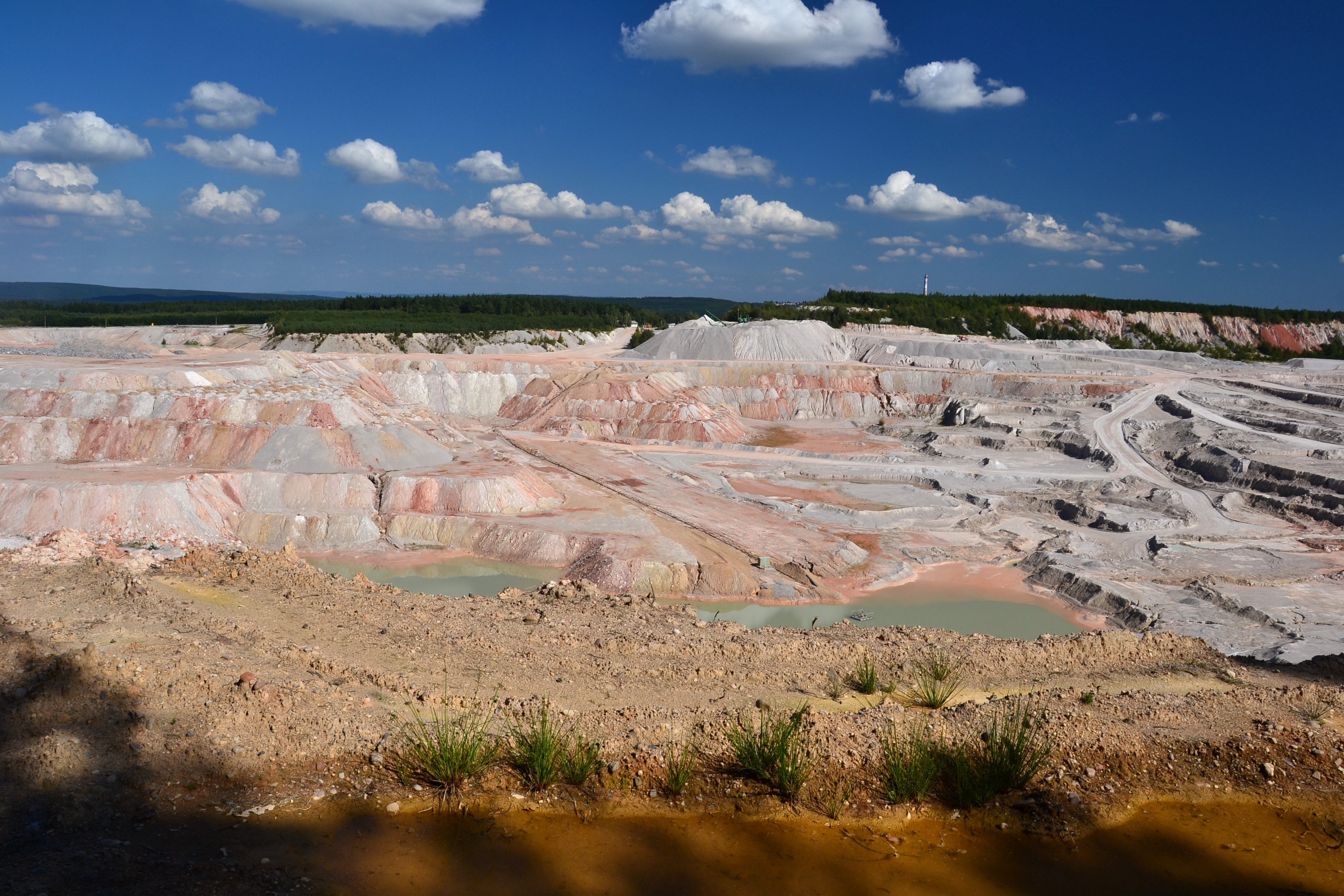
Carrière de kaolinite.

## Économie
Dans la forêt de Kaznějov se trouve la plus grande carrière de kaolinite d'Europe centrale avec une production de 320 000 tonnes par an.

## Transports
Par la route, Kaznějov se trouve à 9 km du centre de Třemošná, à 17 km de Plzeň et à 104 km de Prague.